# 陈康乐
陈康乐（Pearly Tan Koong Le，2000年3月14日—），吉打亞羅士打人，馬來西亞女子羽毛球運動員，2018年亞青賽和世青賽女雙亞軍得主。

## 早年生活
陳康樂來自馬來西亞吉打，受熱愛羽球的父親影響而接觸羽球，13歲時進入武吉加里尔体育学校接受訓練，2017年在德國青年賽斬獲第一座國際青年賽冠軍，此後多次於國內青年賽獲得佳績。

## 職業生涯
2018年，陳康樂與杜依蔚的組合，在該年亞洲青年錦標賽和世界青年錦標賽雙雙奪下亞軍。在亞青賽和世青賽的表現，讓兩人被視為馬來西亞的女雙希望，然而杜依蔚受鼻竇炎所苦而退出國家隊，兩人也因此拆夥。
由於杜依蔚離開國家隊，陳康樂最後被安排與剛加入國家隊的蒂娜·穆拉里塔兰搭檔。2019年6月，陳康樂與蒂娜·穆拉里塔兰參加搭檔後的第一項賽事－馬來西亞國際系列賽，最終在決賽以2比1（21-16、11-21、21-18）擊敗印尼組合F·D·庫蘇馬/R·蘇吉阿托，奪下生涯的第一座國際賽冠軍。同年9月，兩人再次於雪梨國際賽晉級決賽，但以1比2（17-21、21-17、13-21）不敵台灣選手程郁捷/曾郁棋而僅獲亞軍。
2021年3月，陈康乐与蒂娜·穆拉里塔兰拍挡出战瑞士羽毛球公开赛，成功两局直落（21-19、21-12）击败保加利亚种子选手加夫列拉·斯托伊娃/斯蒂法尼·斯托伊娃，取得该年首个巡回赛冠军杯。
在英聯邦運動會陳康樂和蒂娜·穆拉里塔兰以頭號种子身份參賽。并擊敗了南非和新加坡選手進入半決賽。之后她們以(21-13、21-16)打敗了印度的崔莎·乔利和普莱勒·盖亚特里·戈比昌德闖入決賽并擊敗英格蘭選手奪冠。
2023年，陳康樂以每小時438公里的殺球速度被吉尼斯世界紀錄認證為殺球最快的女運動員。

## 主要比賽成績
只列出曾進入準決賽的國際賽事成績：
| 年份   | 賽事                     | 公開賽級別 | 項目     | 拍檔            | 成績   |
| ------ | ------------------------ | ---------- | -------- | --------------- | ------ |
| 2016年 | 世界青年羽毛球錦標賽     | 其他       | 混合團體 | －              | 亞軍   |
| 2017年 | 亞洲青年羽毛球錦標賽     | 其他       | 混合團體 | －              | 季軍   |
| 2017年 | 世界青年羽毛球錦標賽     | 其他       | 混合團體 | －              | 亞軍   |
| 2018年 | 亞洲青年羽毛球錦標賽     | 其他       | 混合團體 | －              | 季軍   |
| 2018年 | 亞洲青年羽毛球錦標賽     | 其他       | 女子雙打 | 杜颐沩          | 亞軍   |
| 2018年 | 世界青年羽毛球錦標賽     | 其他       | 女子雙打 | 杜颐沩          | 亞軍   |
| 2019年 | 寮國羽毛球國際系列賽     | 國際系列賽 | 混合雙打 | 吳永昌          | 準決賽 |
| 2019年 | 越南羽毛球國際挑戰賽     | 國際挑戰賽 | 女子雙打 | 林秋仙          | 準決賽 |
| 2019年 | 越南羽毛球國際挑戰賽     | 國際挑戰賽 | 混合雙打 | 萬緯聰          | 準決賽 |
| 2019年 | 馬來西亞羽毛球國際系列賽 | 國際系列賽 | 女子雙打 | 蒂娜·穆拉里塔兰 | 冠軍   |
| 2019年 | 馬來西亞羽毛球國際系列賽 | 國際系列賽 | 混合雙打 | 萬緯聰          | 準決賽 |
| 2019年 | 南澳洲羽毛球國際賽       | 國際挑戰賽 | 女子雙打 | 蒂娜·穆拉里塔兰 | 準決賽 |
| 2019年 | 雪梨羽毛球國際賽         | 國際系列賽 | 女子雙打 | 蒂娜·穆拉里塔兰 | 亞軍   |
| 2019年 | 马来西亚羽毛球国际挑战赛 | 國際挑戰賽 | 混合雙打 | 萬緯聰          | 亞軍   |
| 2019年 | 印度羽毛球國際挑戰賽     | 國際挑戰賽 | 女子雙打 | 蒂娜·穆拉里塔兰 | 冠軍   |
| 2019年 | 印度羽毛球國際挑戰賽     | 國際挑戰賽 | 混合雙打 | 謝煒傑          | 亞軍   |
| 2019年 | 孟加拉羽毛球國際挑戰賽   | 國際挑戰賽 | 女子雙打 | 蒂娜·穆拉里塔兰 | 冠軍   |
| 2020年 | 亞洲羽毛球團體錦標賽     | 其他       | 女子團體 | －              | 季軍   |
| 2021年 | 瑞士羽毛球公開賽         | 超級300賽  | 女子雙打 | 蒂娜·穆拉里塔兰 | 冠軍   |
| 2021年 | 蘇迪曼盃                 | 其他       | 混合團體 | －              | 季軍   |
| 2022年 | 亞洲羽毛球團體錦標賽     | 其他       | 女子團體 | －              | 季軍   |
| 2022年 | 泰國羽毛球公開賽         | 超級500賽  | 女子雙打 | 蒂娜·穆拉里塔兰 | 準決賽 |
| 2022年 | 印尼羽毛球大師賽         | 超級500賽  | 女子雙打 | 蒂娜·穆拉里塔兰 | 準決賽 |
| 2022年 | 馬來西亞羽毛球大師賽     | 超級500賽  | 女子雙打 | 蒂娜·穆拉里塔兰 | 準決賽 |
| 2022年 | 英聯邦運動會羽毛球比賽   | 其他       | 混合團體 | －              | 金牌   |
| 2022年 | 英聯邦運動會羽毛球比賽   | 其他       | 女子雙打 | 蒂娜·穆拉里塔兰 | 金牌   |
| 2022年 | 法國羽毛球公開賽         | 超級750賽  | 女子雙打 | 蒂娜·穆拉里塔兰 | 冠軍   |
| 2023年 | 印度羽毛球公開賽         | 超級750賽  | 女子雙打 | 蒂娜·穆拉里塔兰 | 準決賽 |
| 2023年 | 印尼羽毛球大師賽         | 超級500賽  | 女子雙打 | 蒂娜·穆拉里塔兰 | 準決賽 |
| 2023年 | 德國羽毛球公開賽         | 超級300賽  | 女子雙打 | 蒂娜·穆拉里塔兰 | 準決賽 |
| 2023年 | 蘇迪曼盃                 | 其他       | 混合團體 | －              | 季軍   |
| 2023年 | 馬來西亞羽毛球大師賽     | 超級500賽  | 女子雙打 | 蒂娜·穆拉里塔兰 | 亞軍   |
| 2023年 | 香港羽毛球公開賽         | 超級500賽  | 女子雙打 | 蒂娜·穆拉里塔兰 | 亞軍   |
| 2024年 | 馬來西亞羽毛球大師賽     | 超級500賽  | 女子雙打 | 蒂娜·穆拉里塔兰 | 準決賽 |
| 2024年 | 奧林匹克運動會羽毛球比賽 | 其他       | 女子雙打 | 蒂娜·穆拉里塔兰 | 殿軍   |
| 2024年 | 韓國羽毛球公開賽         | 超級500賽  | 女子雙打 | 蒂娜·穆拉里塔兰 | 亞軍   |
| 2024年 | 香港羽毛球公開賽         | 超級500賽  | 女子雙打 | 蒂娜·穆拉里塔蘭 | 冠軍   |
| 2024年 | 北極羽毛球公開賽         | 超級500賽  | 女子雙打 | 蒂娜·穆拉里塔蘭 | 亞軍   |
| 2025年 | 印度羽毛球公開賽         | 超級750賽  | 女子雙打 | 蒂娜·穆拉里塔蘭 | 準決賽 |
| 2025年 | 印尼羽毛球大師賽         | 超級500賽  | 女子雙打 | 蒂娜·穆拉里塔蘭 | 亞軍   |
| 2025年 | 泰國羽毛球公開賽         | 超級500賽  | 女子雙打 | 蒂娜·穆拉里塔蘭 | 冠軍   |
| 2025年 | 馬來西亞羽毛球大師賽     | 超級500賽  | 女子雙打 | 蒂娜·穆拉里塔蘭 | 準決賽 |
| 2025年 | 印尼羽毛球公開賽         | 超級1000賽 | 女子雙打 | 蒂娜·穆拉里塔蘭 | 亞軍   |
| 2025年 | 日本羽毛球公開賽         | 超級750賽  | 女子雙打 | 蒂娜·穆拉里塔蘭 | 亞軍   |
| 2025年 | 中國羽毛球公開賽         | 超級1000賽 | 女子雙打 | 蒂娜·穆拉里塔蘭 | 準決賽 |

| 2007-2017年 | 首要超級賽 | 超級賽 | 黃金大獎賽 | 大獎賽 | 國際挑戰賽 | 國際系列賽 | 未來系列賽 | 其他 |

| 2018-2026年 | 總決賽 | 超級1000賽 | 超級750賽 | 超級500賽 | 超級300賽 | 超級100賽 | 國際挑戰賽 | 國際系列賽 | 未來系列賽 | 其他 |

### 奧運會和世錦賽參賽紀錄
|          | 搭檔            | 2021 | 2022 | 2023 | 2024 |
| -------- | --------------- | ---- | ---- | ---- | ---- |
| 女子雙打 | 蒂娜·穆拉里塔兰 | 32強 | 16強 | 8強  | 殿軍 |